# Autos Castellbisbal
Autos Castellbisbal va ser una  petita empresa dedicada al  transport públic regular de viatgers urbà i suburbà, amb seu a Castellbisbal. Va ser fundada l'any 1985, tot i que els seus antecedents es remunten als anys vint del segle xx. La societat va ser extingida l'any 2021, en quedar integrada en el grup matriu Transports Generals d'Olesa que la controlava des de feia anys.

## Història

### J. Roig

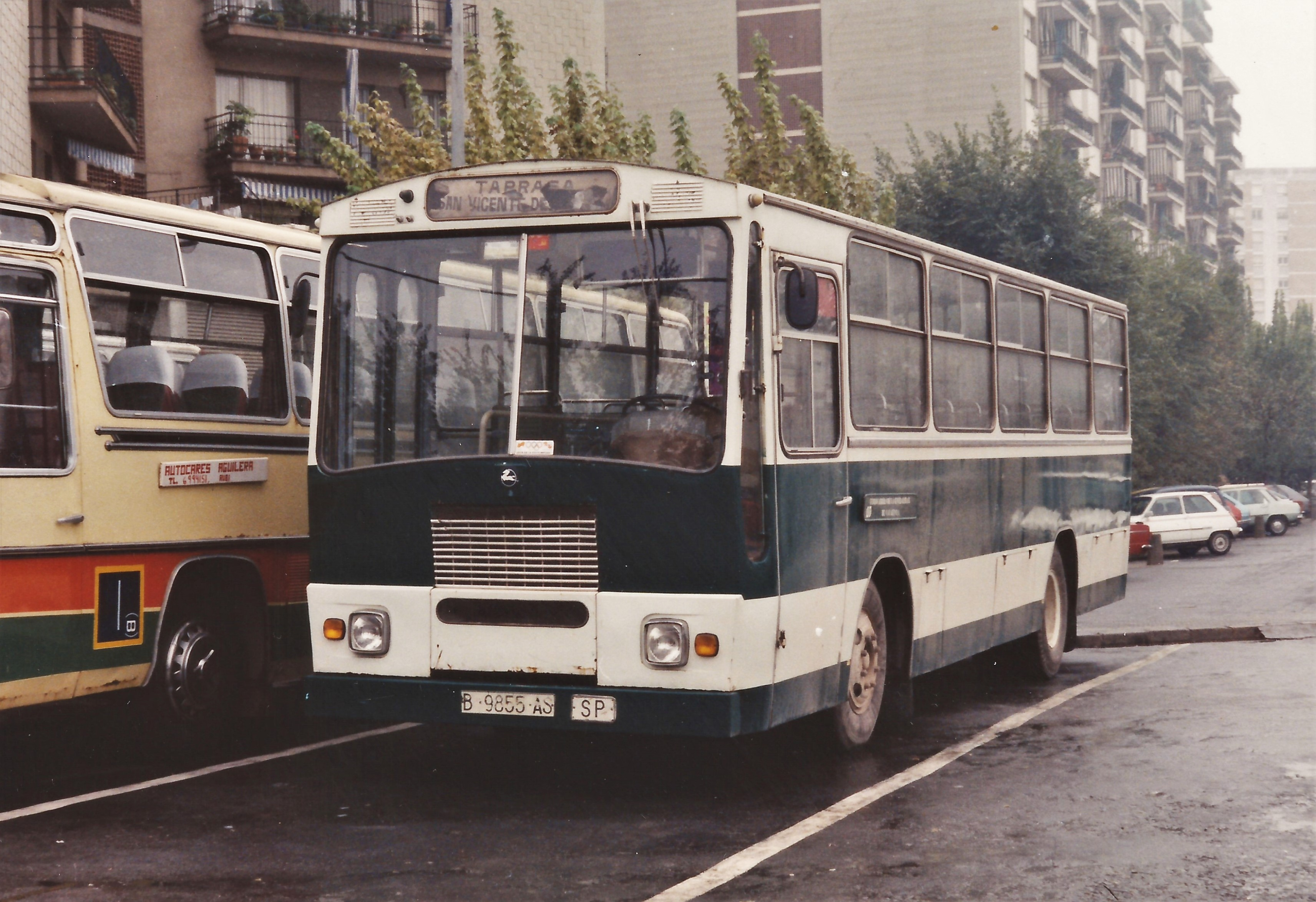
L'autobús número 17 a Rubí l'any 1987, assignat a la línia de Terrassa a Sant Vicenç dels Horts. Va ser traspassat per FGC a J. Roig el 1981.

L'any 1976, en Josep Roig Morral va recuperar la concessió de la línia entre Castellbisbal i la seva  estació ferroviària (que des del 1964 havia estat en mans de Moisés Durán Bargallo), oficialment com a prolongació de la línia de Castellbisbal a Sabadell.

### Autos Castellbisbal

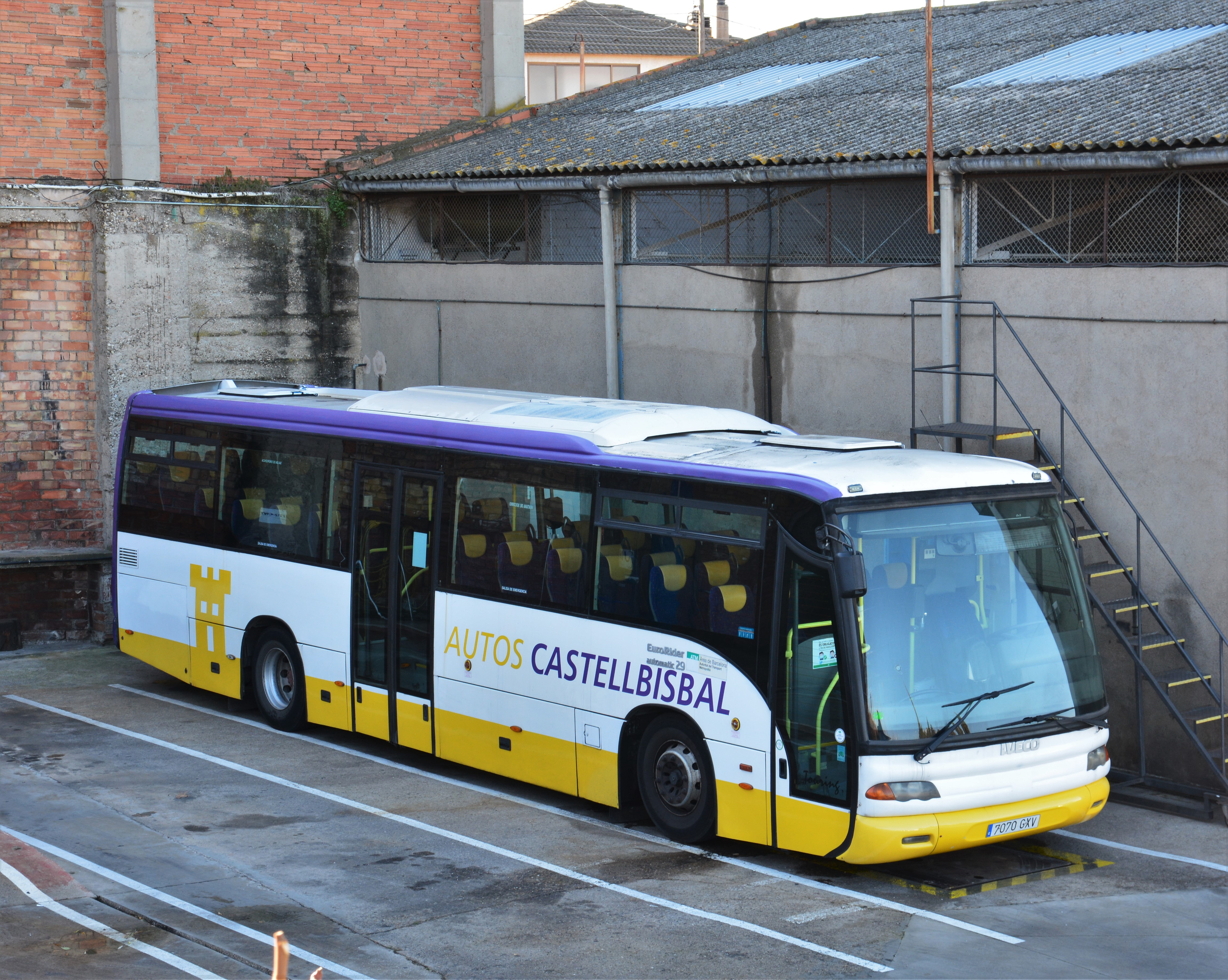
Un Iveco Eurorider/Noge touring Intercity a les cotxeres de l'empresa.

El 16 de maig de 1985 es va constituir la societat anònima Autos Castellbisbal, a la qual es van transferir les dues concessions des de l'anterior titular, en Josep Roig i Morral, el 17 de juliol de 1989. L'any 1995, Transports Públics, filial de l'empresa d'autobusos urbans de Sabadell TUS, va adquirir a Autos Castellbisbal la concessió de la línia entre Castellbisbal i Sabadell, excepte el tram urbà entre Castellbisbal i l'estació ferroviària, que continuà operant Autos Castellbisbal. TUS va reduir el recorregut d'aquesta línia al trajecte entre Sabadell i Sant Quirze del Vallès.
La línia que enllaçava el nucli urbà i l'estació ferroviària de Castellbisbal es va transformar en un servei urbà més ampli el novembre de 1999, que poc a poc es va anar exenent amb altres línies per atendre tots els barris del municipi.

### Grup TGO i extinció
L'any 2003, l'empresa Transports Generals d'Olesa (TGO) va passar a tenir el control accionarial d'Autos Castellbisbal, tot i que mantenint la seva independència operativa i nom. L'any 2011, TGO i Autos Castellbisbal, junt amb d'altres empreses del sector de la mobillitat, es van integrar en el grup Direxis, propietat de TUSGSAL. El 2016, TUSGSAL va adquirir el 100% de les accions de les empreses del grup  Transports Generals.

## Línies

### Castellbisbal - Estació i servei urbà de Castellbisbal

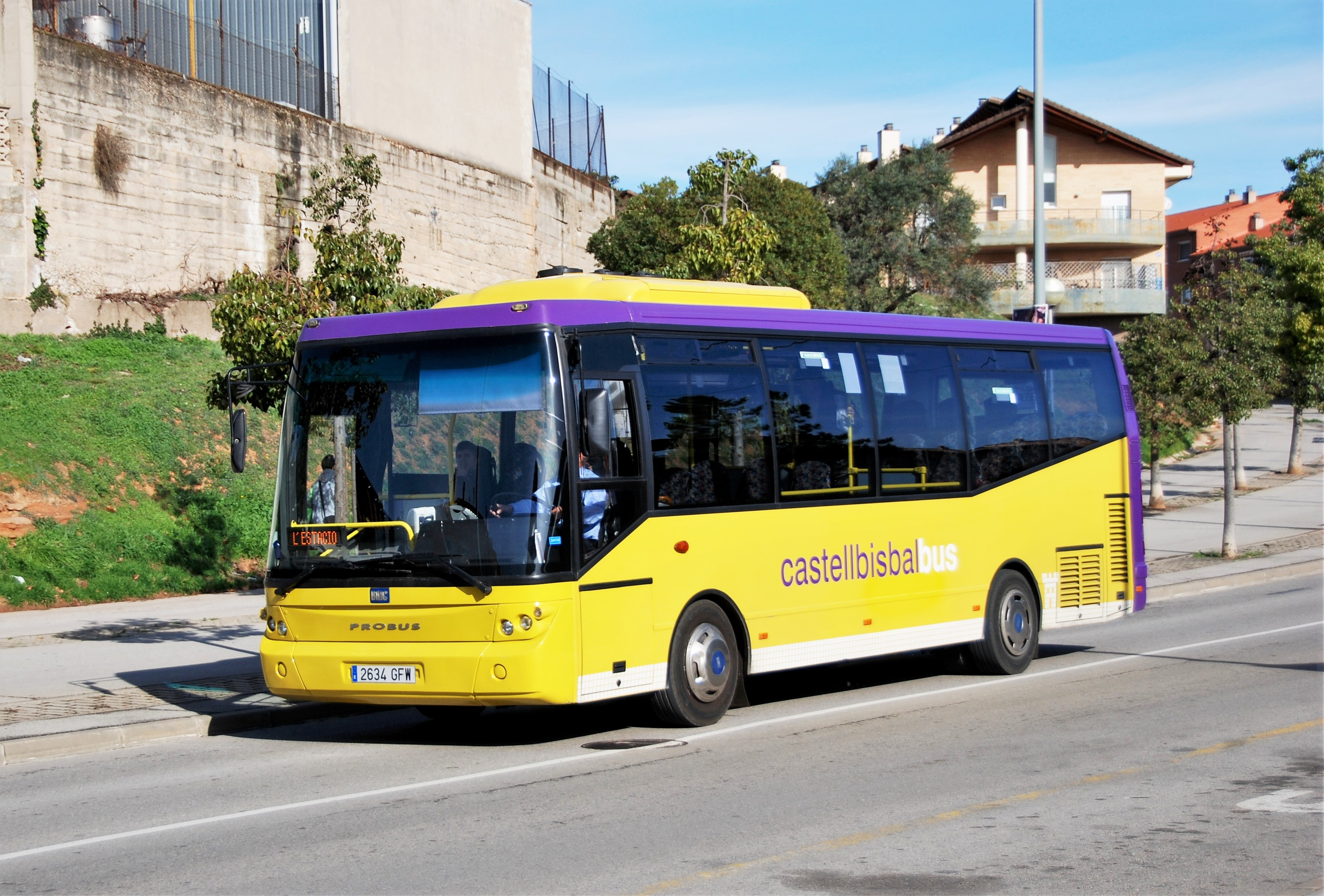
Un BMC Probus 250 fent servei a la línia urbana L1, que enllaça la vila amb l'estació.

- 1927: primera línia operada per en Joan Roig Ribas, entre Castellbisbal i la seva estació ferroviària.
- 1964: perd la concessió d'aquesta línia, que va passar a ser operada per Moisés Durán Bargalló.[1]
- 1976: Josep Roig Morral recupera la concessió de la línia.[1]
- 1999: a partir d'aquesta línia urbana inicial es va anar ampliant la xarxa,[5] en un primer moment amb dues línies: "El bus de l'estació" i "El bus Urbà". Aquest enllaçava el nucli de Castellbisbal amb les diferents urbanitzacions. Amb el temps, la primera va rebre la denominació L1, i la segona la L2, tot i que, segons les urbanitzacions ateses, es denominava L2A, L2B o L2C.[cal citació]

L'any 2015, la L1 oferia servei cada 20 minuts els dies feiners, i aproximadament cada hora els dissabtes, diumenges i festius. En els darrers temps d'existència de l'empresa, la línia L1 oferia una freqüencia d'entre 10 i 20 minuts els dies feiners i de vint minuts els dissabtes, diumenges, festius i laborables del mes d'agost. La L2A tenia 12 expedicions de dilluns a divendres i sis els dissabtes, diumenges, festius i laborables del mes d'agost. La L2B oferia vuit i sis expedicions, i la L2C nou i cinc, en els mateixos períodes.

### Castellbisbal - Sabadell (concessió V-574/B-17)
- 1954: en Joan Roig Farrés obté la concessió d'aquesta línia.
- 1995: es transfereix la titularitat de la línia a Transports Públics, filial de l'empresa d'autobusos urbans de Sabadell TUS.[4]

L'any 1983 s'oferien dues expedicions de dilluns a dissabte i tres els festius, més sis serveis parcials els dies feiners entre Sabadell i Sant Quirze (tres) o Rubí (tres). L'any 1992 el servei era el mateix.

### Castellbisbal - Barcelona (concessió V-2164/B-119)

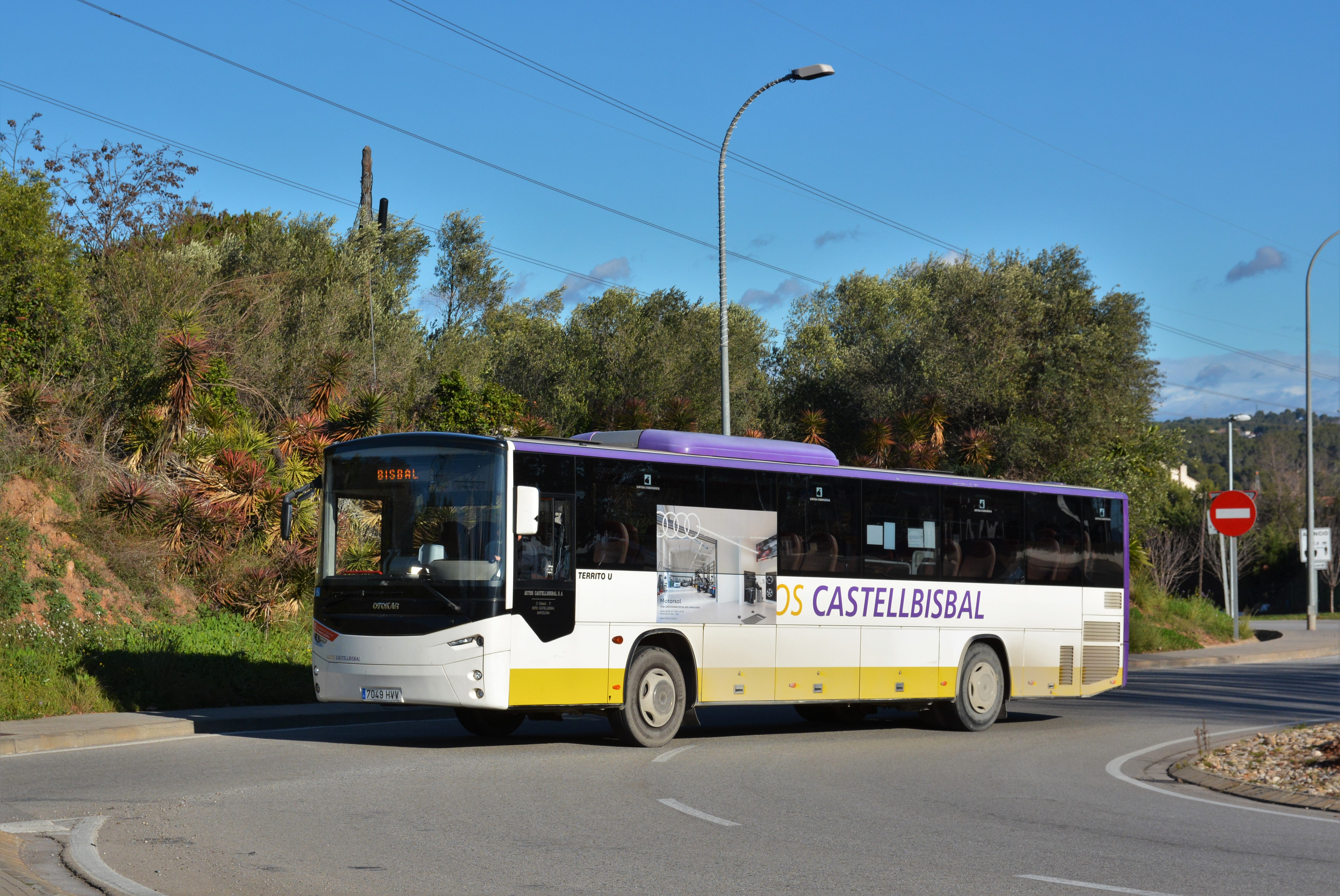
Un Otokar Territo U cap a les cotxeres, després d'haver realitzat un servei a la línia L67 procedent de Barcelona.

L'any 1983 s'oferien 10 expedicions diàries per sentit de dilluns a dissabte, i només set els dies festius, a més d'un parell de serveis parcials entre Castellbisbal i Molins de Rei. Alguns dels serveis amb Barcelona anaven per l'autopista entre Molins de Rei i Barcelona. L'any 1992 el servei era el mateix, tot i que hi havia més serveis que utilitzaven l'autopista, alguns només des de Sant Just Desvern, mantenint-se en les mateixes condicions l'any 1995.
A principis dels anys 2000, la línia va rebre la denominació L67. El 19 de setembre de 2011 el servei es va reduir de deu a vuit expedicions diàries de dilluns a divendres, sent limitades a Molins de Rei el cap de setmana i dies festius.En els darrers temps d'existència de l'empresa, s'oferien nou serveis de dilluns a divendres (limitats a Barcelona a l'estació de metro de María Cristina) i sis els dissabtes, festius i feiners del mes d'agost, cinc d'ells fins a la terminal original del carrer Comte d'Urgell i un fins a l'estació de metro de María Cristina.

### Molins de Rei - Rubí (concessió V-1282/B-55)
- 1981: J. Roig passa a operar aquesta línia, la concessió de la qual estava a nom de Ferrocarrils de la Generalitat de Catalunya (FGC).
- 2001: per renúncia d'FGC, la concessió passa a mans d'Autos Castellbisbal.

L'any 1983 s'oferien tres expedicions diàries per sentit de dilluns a dissabte, i només dos els dies festius. El 1992, el servei oferia cinc expedicions diàries per sentit de dilluns a divendres, tres els dissabtes i cap els festius, servei que es va mantenir igual l'any 1995. En algun moment dels anys 2000, la línia va rebre la denominació L4. En els darrers temps d'existència de l'empresa, s'oferien tres serveis de dilluns a divendres, un de dilluns a divendres durant el mes d'agost i cap els dissabtes, diumenges i festius.

### Terrassa - Sant Vicenç dels Horts (concessió V-3123/B-181)

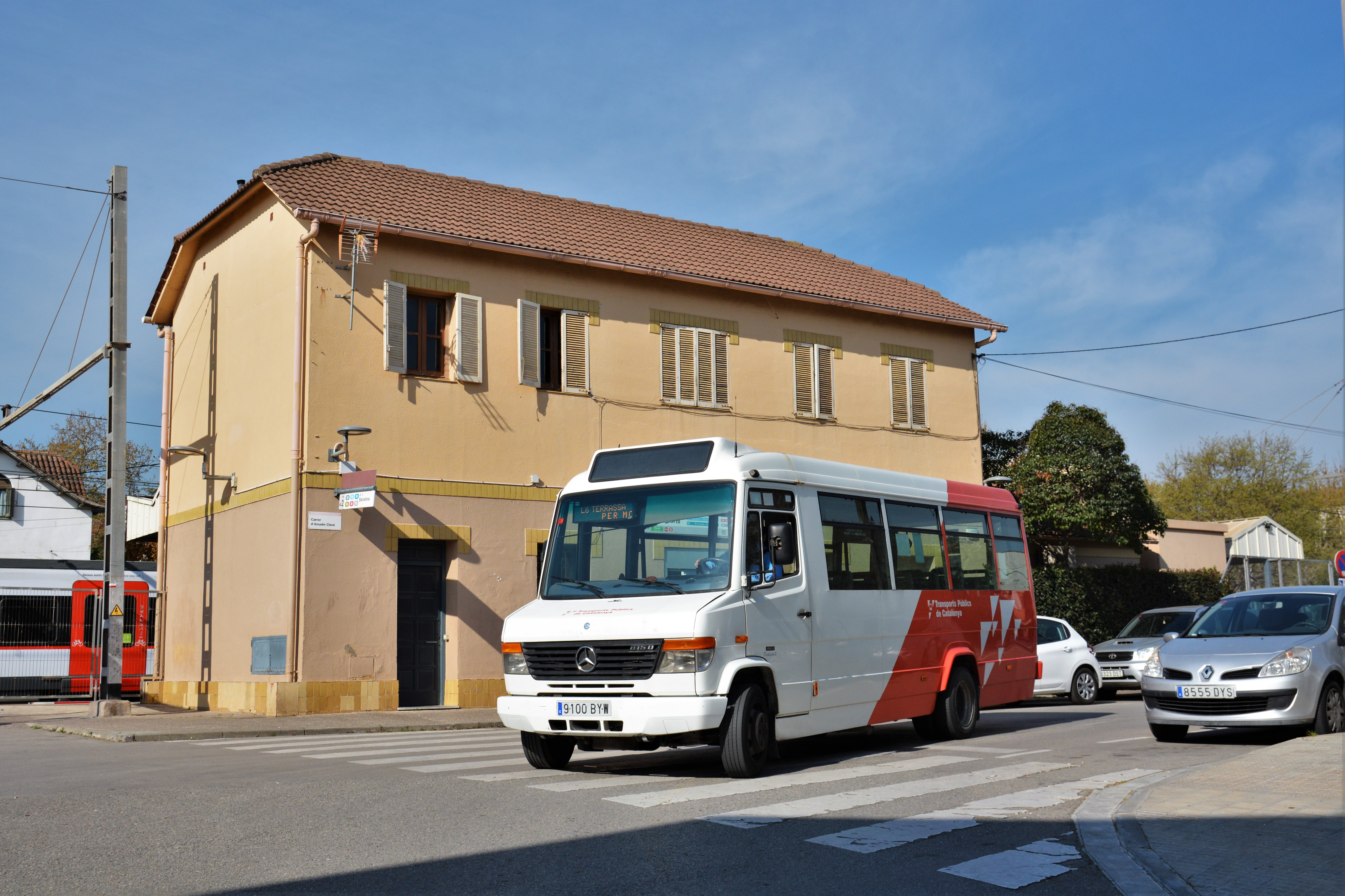
Un antic microbús davant l'estació de Sant Vicenç dels Horts, fent l'únic servei setmanal de la línia L6.

- 1981: J. Roig passa a operar aquesta línia, la concessió de la qual estava a nom de Ferrocarrils de la Generalitat de Catalunya (FGC).
- 2001: per renúncia d'FGC, la concessió passa a mans d'Autos Castellbisbal.

L'any 1983 s'oferien dues expedicions diàries per sentit. El 1992 només s'oferia una expedició per sentit els dissabtes, no donant servei la resta de dies, servei que es va mantenir igual l'any 1995.
En un moment indeterminat, es va establir una nova línia, com a servei parcial d'aquesta, entre Castellbisbal i Rubí. L'any 2003 oferia cinc expedicions per sentit de dilluns a divendres. A principis dels anys 2000, la línia Terrassa-Sant Vicenç dels Horts va rebre la denominació L6, i el servei parcial entre Castellbisbal i Rubí es va denominar C6. L'any 2015, la línia C6 oferia 13 expedicions de dilluns a divendres i la L6 una setmanal. En els darrers temps d'existència de l'empresa, la L6 oferia una expedició d'anada i tornada els dijous feiners, i la C6 una cada hora de dilluns a divendres.

### Servei urbà d'El Papiol

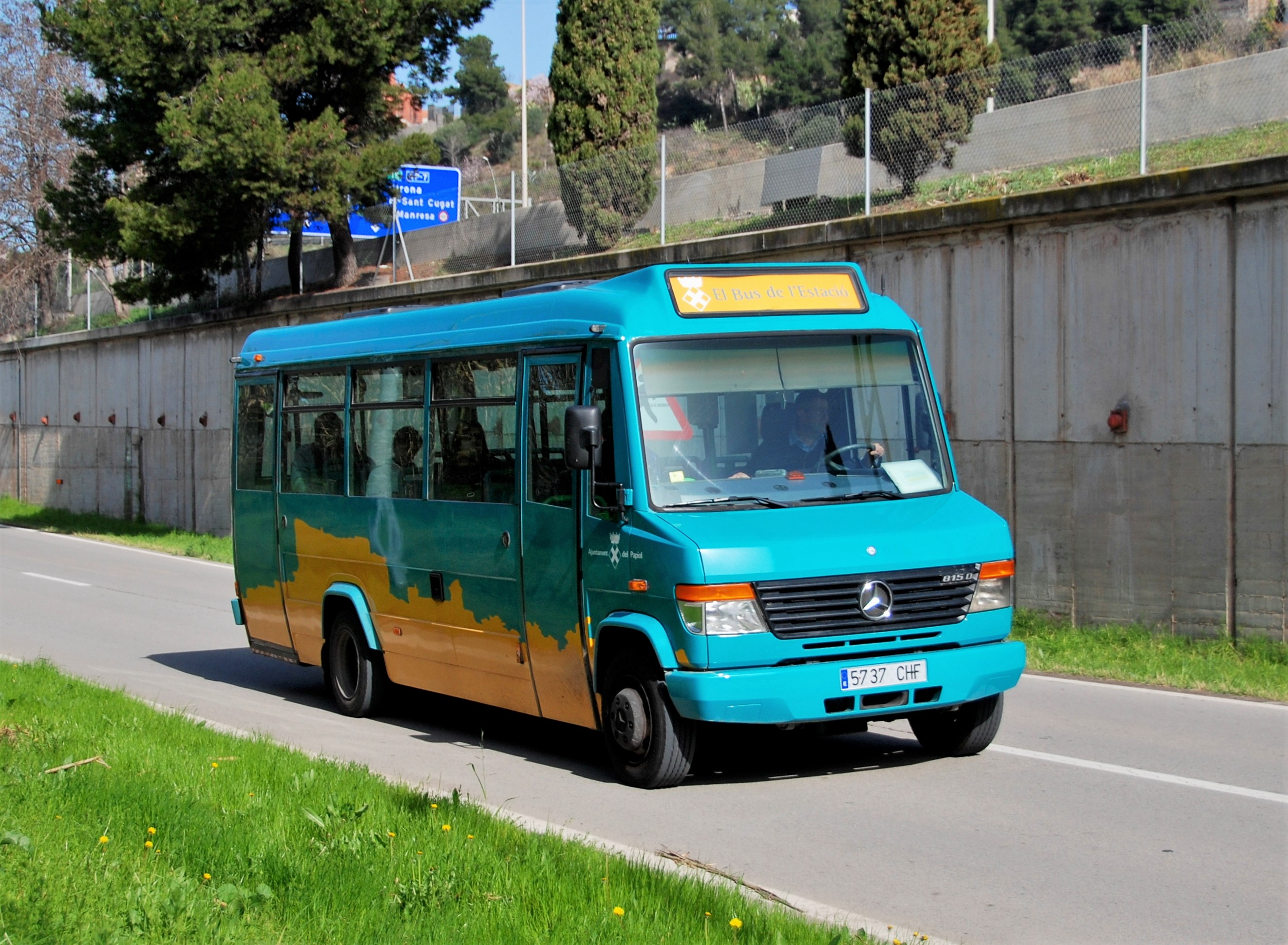
El microbús número 46 l'any 2014, assignat al servei urbà d'El Papiol.

- 2002: Autos Castellbisbal comença a operar aquest servei, mitjançant contracte amb l'Ajuntament d'el Papiol.
- 2021: la titularitat de la línia passa de l'ajuntament d'El Papiol a l'Àrea Metropolitana de Barcelona, canviant el seu nom de L5 a PA1.

Des de l'inici del servei la línea ofereix servei cada mitja hora, excepte els diumenges i festius, en que no circula.

### l'Hospitalet de Llobregat - Cementiri Roques Blanques
- Anys 2000: Autos Castellbisbal comença a operar aquesta línia, probablement a partir del 2005. Anteriorment havia estat operada per Barcelona Transport, Barcelona Bus i ASSER, totes del grup Sagalés.

Només oferia un servei d'anada i un de tornada el dissabtes, diumenges i dies festius.

### Servei discrecional
A més d'aquestes línies regulars, des de sempre l'empresa a disposat de vehicles per fer serveis discrecionals, tant escolars com viatges contractats.

## Flota d'autobusos
Al llarg de la seva història, l'empresa ha disposat d'un total de 100 autobusos i autocars, de marques i models diferents, dels quals 68 van ser adquirits nous i 32 de segona mà. Durant molts anys i fins al final de l'empresa, tots aquests vehicles van ser estacionats i mantinguts al dipòsit situat al número 17 del Carrer de l'Estació de Castellbisbal.
Al menys, onze dels autobusos d'Autos Castellbisbal s'han incorporat a la flota de TGO després de l'absorció.

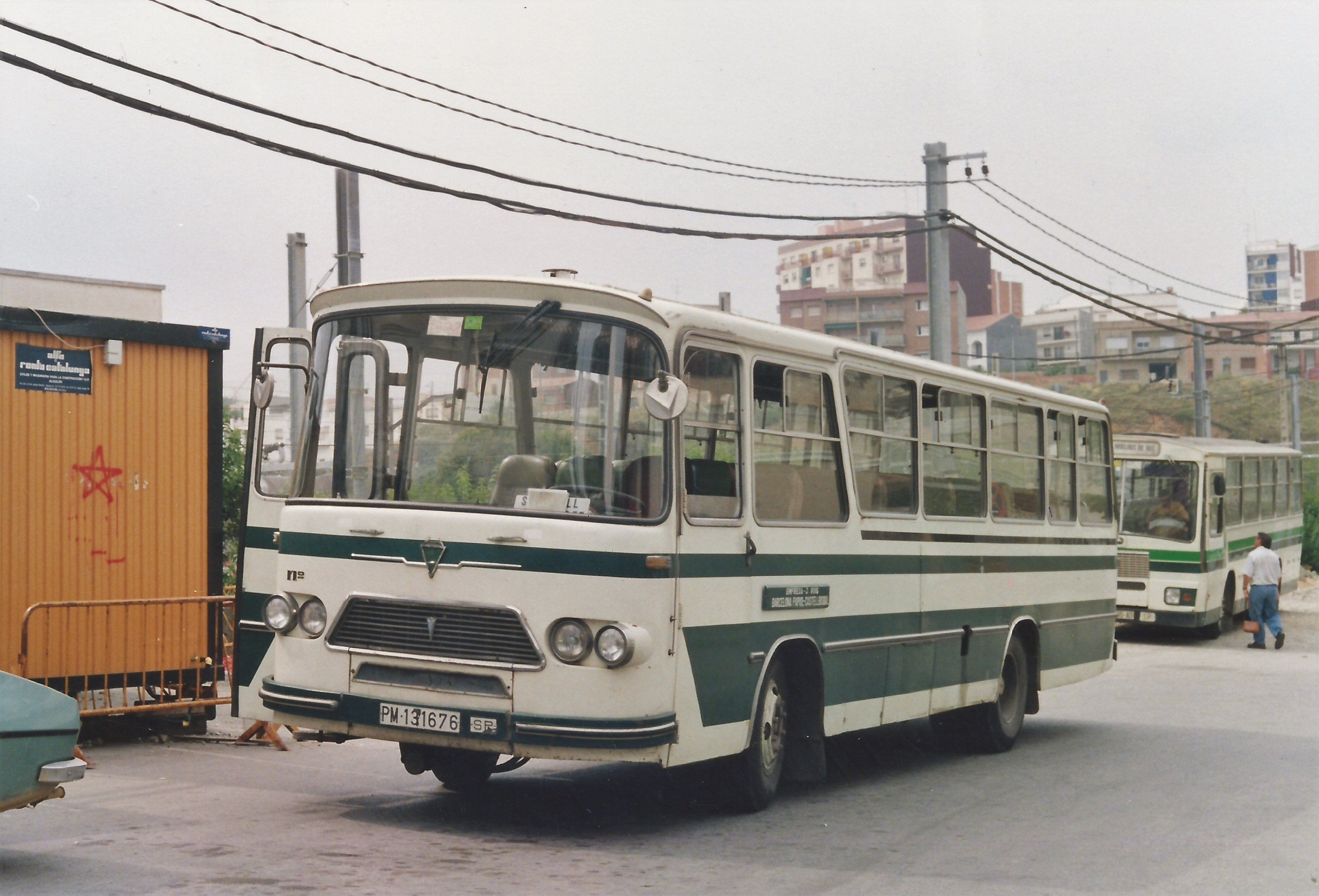
L'autobús número 12 a l'estació d'FGC a Rubí el 1992, en els antics colors de l'empresa.
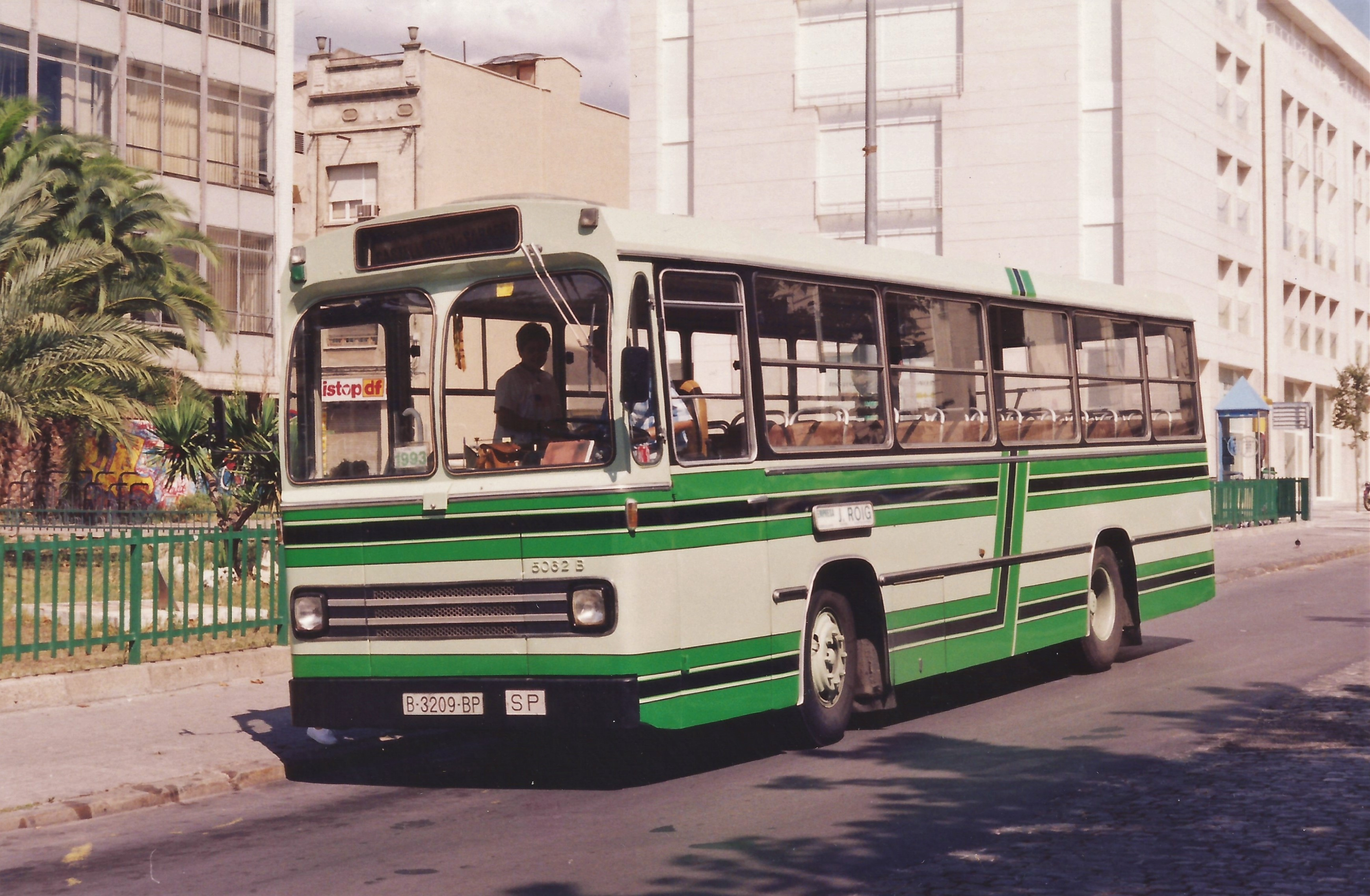
L'autobús número 16 a Sabadell el 1995, amb la decoració dels anys noranta.
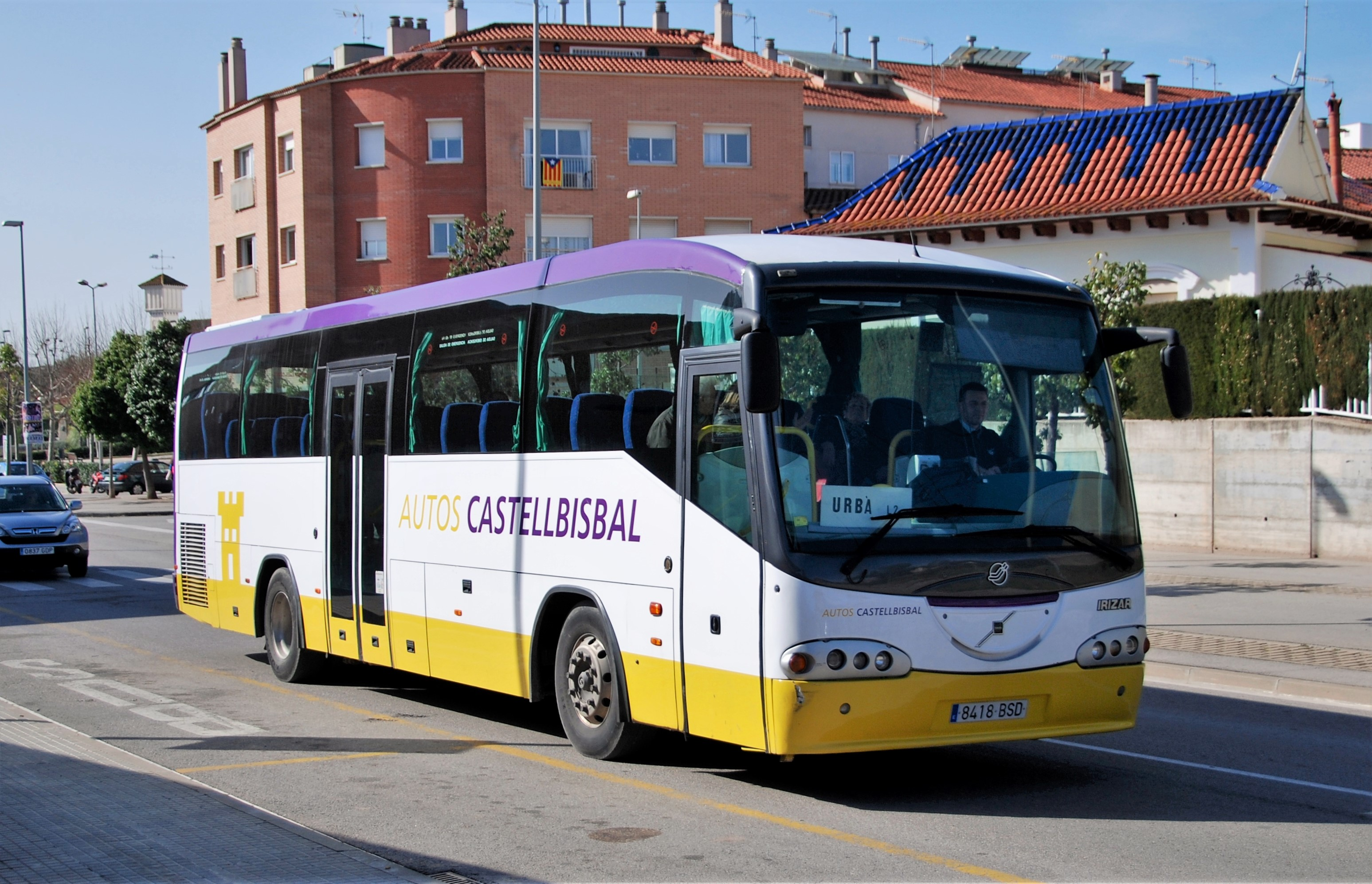
Un Volvo/Irizar Intercentury fent servei a la línia urbana L2, amb els colors adoptats als anys 2000.
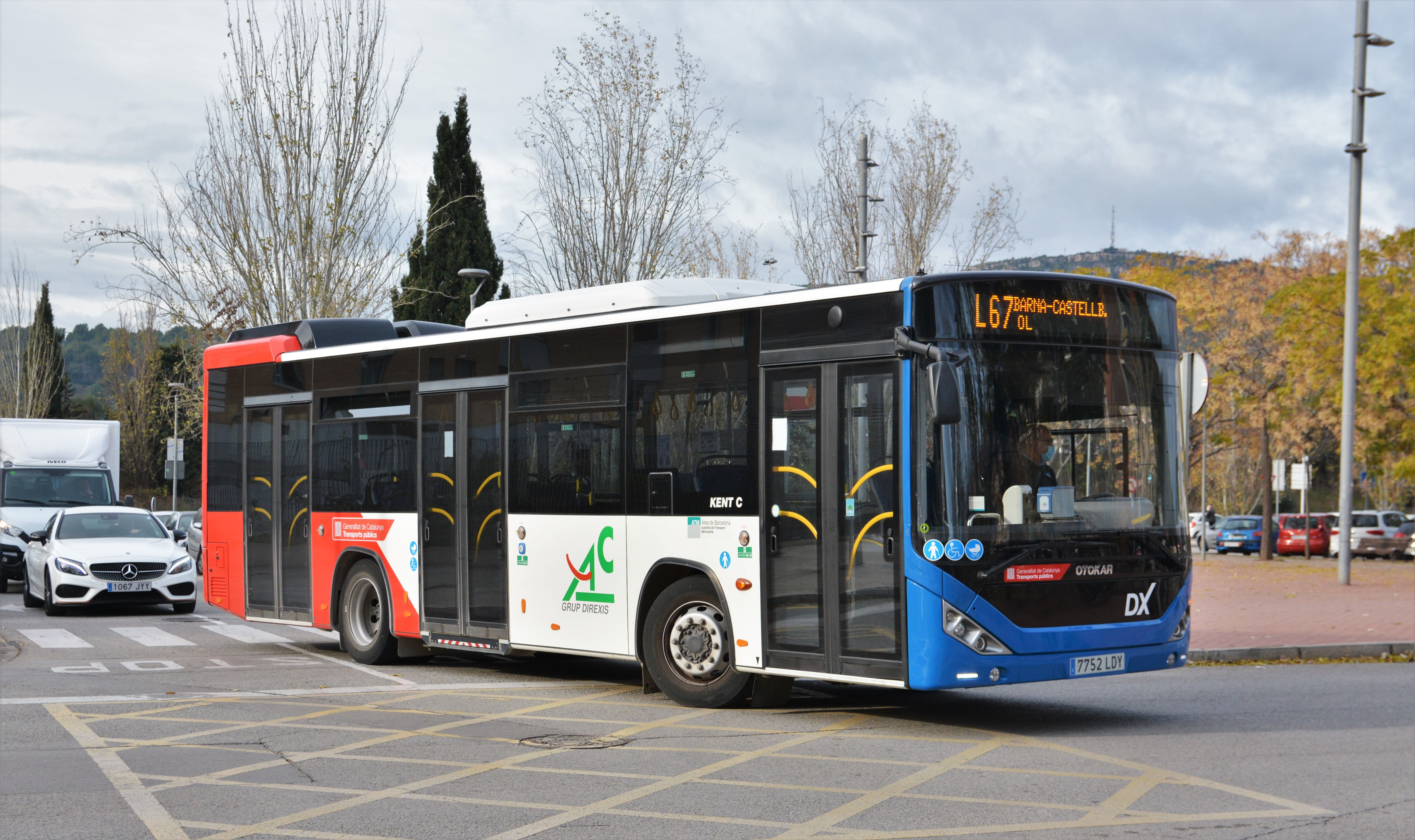
Un Otokar Kent C fent servei a la línia L67, amb els colors del grup TGO. Aquest va ser el darrer autobús adquirit per l'empresa.
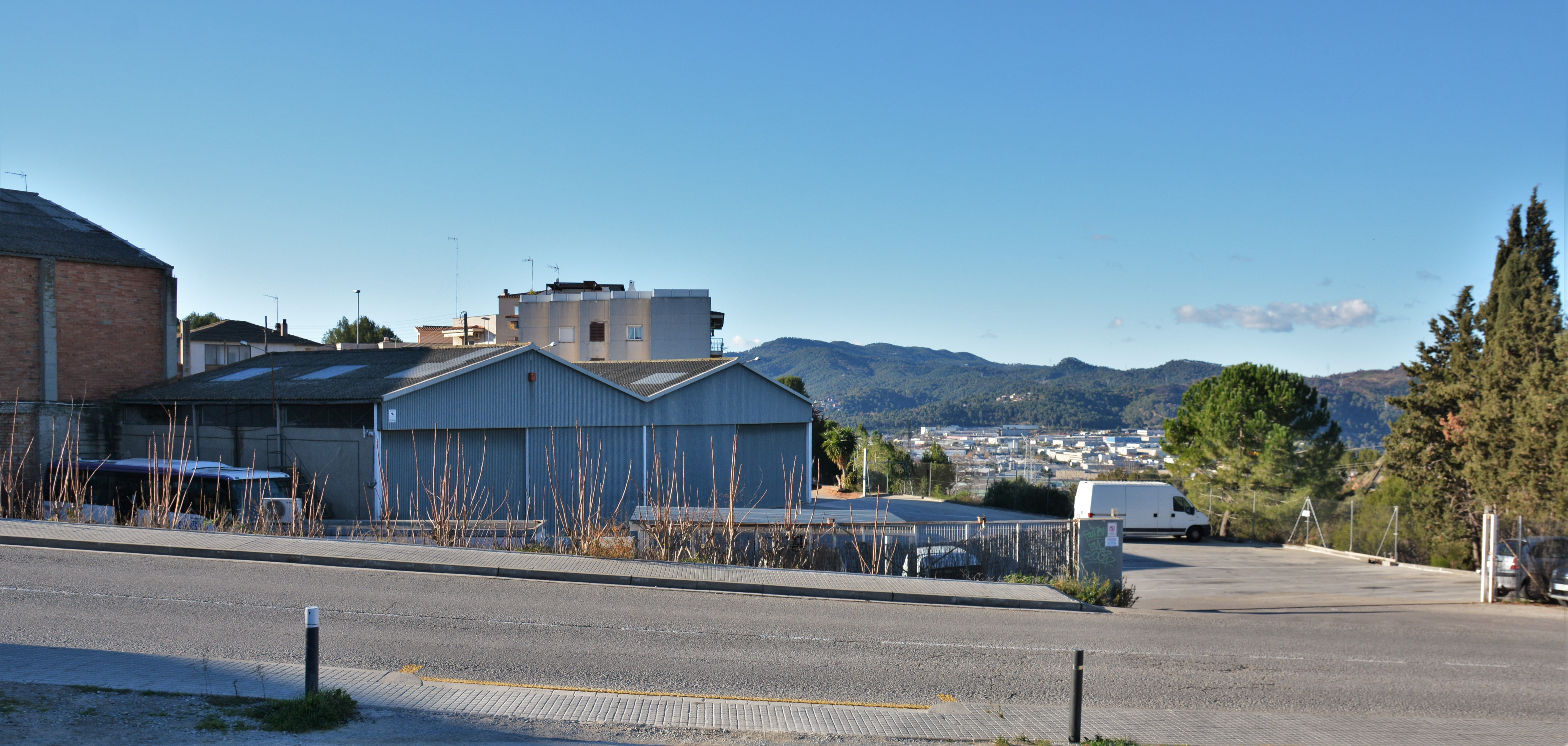
Les cotxeres de l'empresa a Castellbisbal.
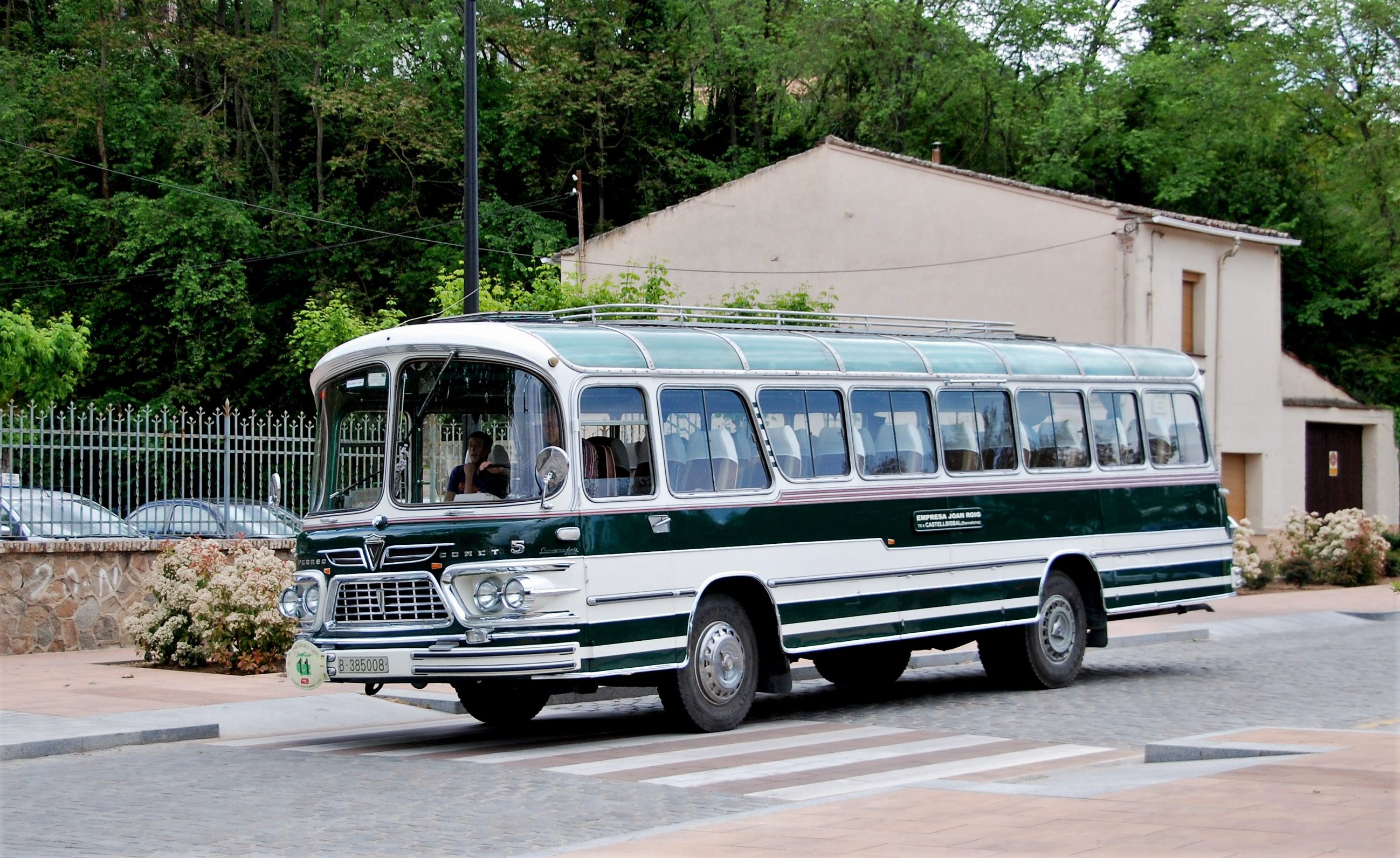
L'autobús preservat número 5 a Caldes de Montbui el 2012, any de la seva restauració.